# Dion-Olympos
Dion-Olympos (in greco Δίο-Όλυμπος?) è un comune della Grecia situato nella periferia della Macedonia Centrale (unità periferica di Pieria) con 25872 abitanti secondo i dati del censimento 2001.
È stato istituito a seguito della riforma amministrativa detta Programma Callicrate in vigore dal gennaio 2011 che ha abolito le prefetture e accorpato numerosi comuni.